# Zwinzen
Zwinzen ist eine Ortschaft und eine Katastralgemeinde der Gemeinde Allentsteig im Bezirk Zwettl in Niederösterreich.

## Geschichte
Laut Adressbuch von Österreich waren im Jahr 1938 in Zwinzen ein Gastwirt, ein Schmied, ein Schuster, ein Tischler, ein Wagner und einige Landwirte ansässig.

## Siedlungsentwicklung
Zum Jahreswechsel 1979/1980 befanden sich in der Katastralgemeinde Zwinzen insgesamt 46 Bauflächen mit 27.664 m² und 30 Gärten auf 15.329 m², 1989/1990 gab es 48 Bauflächen. 1999/2000 war die Zahl der Bauflächen auf 112 angewachsen und 2009/2010 bestanden 51 Gebäude auf 111 Bauflächen.

## Bodennutzung
Die Katastralgemeinde ist landwirtschaftlich geprägt. 233 Hektar wurden zum Jahreswechsel 1979/1980 landwirtschaftlich genutzt und 68 Hektar waren forstwirtschaftlich geführte Waldflächen. 1999/2000 wurde auf 227 Hektar Landwirtschaft betrieben und 74 Hektar waren als forstwirtschaftlich genutzte Flächen ausgewiesen. Ende 2018 waren 223 Hektar als landwirtschaftliche Flächen genutzt und Forstwirtschaft wurde auf 74 Hektar betrieben. Die durchschnittliche Bodenklimazahl von Zwinzen beträgt 25,6 (Stand 2010).